# Septemvrijtsi (distrikt i Bulgarien, Dobritj)
Septemvrijtsi (bulgariska: Септемврийци) är ett distrikt i Bulgarien.   Det ligger i kommunen Obsjtina Kavarna och regionen Dobritj, i den östra delen av landet, 400 km öster om huvudstaden Sofia.
Trakten runt Septemvrijtsi består till största delen av jordbruksmark. Runt Septemvrijtsi är det ganska glesbefolkat, med 25 invånare per kvadratkilometer.